# Ann Gillis
Ann Gillis, właśc. Alma Mabel Conner (ur. 12 lutego 1927 w Little Rock, zm. 31 stycznia 2018 w Horam) – amerykańska aktorka filmowa.

## Życiorys
Debiutowała na ekranie jako 7-letnia dziewczynka niewielką rolą w filmie Ludzie w bieli (1934) wyreżyserowanego przez pochodzącego z Polski Ryszarda Bolesławskiego. Po kilku rolach drugoplanowych, w drugiej połowie lat 30. zaczęła otrzymywać bardziej znaczące role; m.in. w filmach: Król hokeja (1936), Mała sierotka Annie (1938), Przygody Tomka Sawyera (1938). Jej wytwórnia filmowa Warner Bros. chciała ją wykreować na drugą Shirley Temple; ostatecznie z tych planów nic nie wyszło. Swoją aktorską karierę kontynuowała w latach 40., jednak nie odniosła większych sukcesów. Po raz ostatni pojawiła się na ekranie w roku 1968, w legendarnym filmie Stanleya Kubricka 2001: Odyseja kosmiczna, w którym zagrała matkę głównego bohatera dr Poole'a.

## Wybrana filmografia
- Ludzie w bieli (1934) jako kwiaciarka
- Wielki Ziegfeld (1936) jako Mary Lou w dzieciństwie
- Ogród Allaha (1936) jako dziewczynka w klasztorze
- Pod twoim urokiem (1936) jako Gwendolyn
- Król hokeja (1936) jako Peggy "Księżniczka" O'Rourke
- Śpiewający kowboj (1936) jako Lou Ann Stevens
- Mała sierotka Annie (1938) jako Annie
- Przygody Tomka Sawyera (1938) jako Becky Thatcher
- Braterstwo krwi (1939; lub inny tytuł – Beau Geste) jako Isobel Rivers w dzieciństwie (dorosłą zagrała Susan Hayward)
- Edison (1940) jako Nancy Grey
- Guwernantka (1940) jako Emily Schuyler
- Bambi (1942) – dorosła Felinka (głos)
- Stage Door Canteen (1943) jako Ann Gillis
- Człowiek z Muzycznej Góry (1943) jako Penny Winters
- Od kiedy cię nie ma (1944) jako Becky Anderson, przewodnicząca klasy
- Abbott i Costello na salonach (1944) jako Gloria Winthrop
- Abbott i Costello w nawiedzonej rezydencji (1946) jako Nora O'Leary
- Święty (1962-1969; serial TV) jako Beryl Carrington/Wilma (gościnnie; 1964 i 1965)
- 2001: Odyseja kosmiczna (1968) jako matka dr Franka Poole'a